# Enarthrocarpus pterocarpus
Enarthrocarpus pterocarpus är en korsblommig växtart som först beskrevs av Christiaan Hendrik Persoon, och fick sitt nu gällande namn av Dc. Enarthrocarpus pterocarpus ingår i släktet Enarthrocarpus och familjen korsblommiga växter. Inga underarter finns listade i Catalogue of Life.